# Полет 38 на „Бритиш Еъруейс“
Полет 38 на „Бритиш Еъруейс“ е редовен международен пътнически полет от международното летище Пекин в Пекин, Китай до летище „Лондон Хийтроу“ в Лондон, Обединеното кралство; разстоянието, което машината изминава, е 8100 километра. На 17 януари 2008 г. самолетът „Боинг 777-236ER“, който изпълнява полета, се разбива точно пред пистата, докато каца на „Лондон Хийтроу“. Всички 152 души на борда оцеляват, 47 от които получават наранявания, докато 1 е ранен тежко. Това е първият път в историята, когато самолет от този тип получава такива повреди по корпуса и впоследствие е изваден от употреба.
Инцидентът е разследван от Отдела за разследване на въздушни произшествия и окончателеният доклад е издаден през 2010 г. Ледените кристали в реактивното гориво са посочени като причина за инцидента, защото запушват топлообменника гориво/масло на всеки двигател. Това ограничава потока на гориво към двигателите, когато се изисква тяга по време на финалния подход към „Лондон Хийтроу“. Отделът идентифицира този рядък проблем като специфичен за двигателите „Ролс-Ройс Трент 800 FOHE“. „Ролс-Ройс Холдингс“ разработва модификация на 800 FOHE и Европейската агенция за авиационна безопасност дава мандат на всички засегнати самолети да бъдат оборудвани с модификацията преди 1 януари 2011 г. Федералната авиационна администрация на Съединените американски щати отбелязва подобен инцидент, който възниква на „Еърбъс A330“, оборудван с двигатели „Ролс-Ройс Трент 700“, нарежда да бъде издадена директива за летателна годност, налагаща промяна в дизайна на FOHE в двигателите „Ролс-Ройс Трент 500“, 700 и 800.